# 圣克里斯托夫-阿贝里
圣克里斯托夫-阿贝里（法語：Saint-Christophe-à-Berry，法語發音：[sɛ̃ kʁistɔf a beʁi]）是法国皮卡第大区埃纳省的一个市镇，属于苏瓦松区。

## 地理
圣克里斯托夫-阿贝里（49°25'23"N, 3°8'0"E）面积7.78 平方千米，位于法国上法蘭西大區埃纳省，该省份为法国北部内陆省份，北起北部省，西接索姆省和瓦兹省，东临阿登省和马恩省，西南至塞纳-马恩省，东北部与比利时接壤。
与圣克里斯托夫-阿贝里接壤的市镇（或旧市镇、城区）包括：贝尔尼里维耶尔、努夫龙-万格雷、埃纳河畔维克、欧特雷什、圣皮埃尔莱比特里。

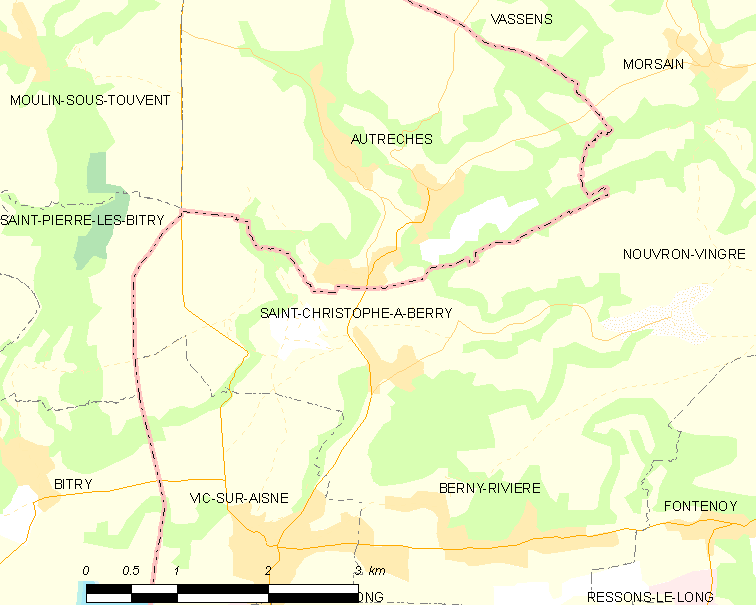
圣克里斯托夫-阿贝里的OSM定位图

圣克里斯托夫-阿贝里的时区为UTC+01:00、UTC+02:00（夏令时）。

## 行政
圣克里斯托夫-阿贝里的邮政编码为02290，INSEE市镇编码为02673。

## 政治
圣克里斯托夫-阿贝里所属的省级选区为埃纳河畔维克县。

## 人口

1962-2008年间圣克里斯托夫-阿贝里人口变化图示

圣克里斯托夫-阿贝里于2022年1月1日时的人口数量为443人。